# قائمة مواسم الدوري الإنجليزي الممتاز
هذه قائمة بجميع مواسم الدوري الإنجليزي الممتاز منذ أن بدأ الدوري في عام 1992–93. حتى الآن, أكمل الدوري الإنجليزي الممتاز 16 موسماً. حقق لقبها أربعة أندية مختلفة هي—مانتشستر يونايتد (10 مرات), آرسنال (3 مرات), تشيلسي (مرتين) وبلاكبيرن روفرز (مرة).
مانتشستر يونايتد فاز بأول لقب في موسم 1992–93, ولم ينهي أي موسم من مواسم الدوري الإنجليزي الممتاز خارج قائمة الثلاثة الأوائل حتى موسم 2013-14. وهو النادي الوحيد الذي تمكن من تحقيق اللقب 3 مرات متتالية, وحرم نادي تشيلسي من تكرار هذا الإنجاز في موسم 2006–07. آرسنال هو النادي الوحيد الذي تمكن من أنهاء موسم من مواسم الدروي الإنجليزي الممتاز دون أن يتعرض لأي خسارة.
النادي الذي تمكن من جمع أكبر عدد من النقاط خلال أحد مواسم الدوري الإنجليزي الممتاز الموسم هو تشيلسي, الذي تمكن من جمع 95 نقطة خلال موسم 2004–05، قبل أن يتم كسر هذا الرقم على يد نادي مانشستر سيتي في موسم 2017-18 عندما حقق 100 نقطة . بينما, ديربي كاونتي هو النادي الذي جمع أقل عدد من النقاط (11 نقطة) في موسم 2007–08, محطماً الرقم السابق المسجل لسندرلاند وهو 15 نقطة. ديربي كاونتي أيضا سجل أقل عدد من الأهداف خلال الموسم, حيث لم يسحل سوى 20هدف في موسم 2007–08, بينما تشيلسي سجل أكبر عدد من الأهداف (103 هدف) خلال موسم 2009-2010 وليكسر نادي مانشستر سيتي الرقم في موسم 2017-18 بتسجيله 106 أهداف.

## المواسم
| الموسم    | البطل                 | التأهل لدوري أبطال أوروبا                                           | الدوري الأوروبي / كأس الاتحاد الأوروبي                             | المؤتمر الأوروبي | الهبوط                                              | الصعود                                               | الهداف                                      | عدد الأهداف |
| --------- | --------------------- | ------------------------------------------------------------------- | ------------------------------------------------------------------ | ---------------- | --------------------------------------------------- | ---------------------------------------------------- | ------------------------------------------- | ----------- |
| 1992–93   | مانتشستر يونايتد (1)  | مانتشستر يونايتد (R1)                                               | أستون فيلا (R1) نورويتش سيتي (R1)                                  | &—               | كريستال بالاس ميدلزبره نوتينغهام فورست              | نيوكاسل يونايتد وست هام يونايتد سويندون تاون         | تيدي شيرنغهام                               | (22)        |
| 1993–94   | مانتشستر يونايتد (2)  | مانتشستر يونايتد (R1)                                               | بلاكبيرن روفرز (R1) نيوكاسل يونايتد (R1)                           | &—               | سويندون تاون أولدهام أتلتيك شيفيلد يونايتد          | كريستال بالاس نوتينغهام فورست ليستر سيتي             | أندي كول                                    | (34)        |
| 1994–95   | بلاكبيرن روفرز (1)    | بلاكبيرن روفرز (GS)                                                 | مانتشستر يونايتد (R1) نوتينغهام فورست (R1) ليدز يونايتد (R1)       | &—               | كريستال بالاس نورويتش سيتي ليستر سيتي إيبسويتش تاون | ميدلزبره بولتون واندررز                              | آلان شيرر                                   | (34)        |
| 1995–96   | مانتشستر يونايتد (3)  | مانتشستر يونايتد (GS)                                               | نيوكاسل يونايتد (R1) آرسنال (R1)                                   | &—               | مانشستر سيتي كوينز بارك رينجرز بولتون واندررز       | سندرلاند ديربي كاونتي ليستر سيتي                     | آلان شيرر                                   | (31)        |
| 1996–97   | مانتشستر يونايتد (4)  | مانتشستر يونايتد (GS) نيوكاسل يونايتد (2Q)                          | آرسنال (R1) ليفربول (R1) أستون فيلا (R1)                           | &—               | نوتينغهام فورست ميدلزبره سندرلاند                   | بولتون واندررز بارنسلي كريستال بالاس                 | آلان شيرر                                   | (25)        |
| 1997–98   | آرسنال (1)            | آرسنال (GS) مانتشستر يونايتد (2Q)                                   | ليفربول (R1) ليدز يونايتد (R1) بلاكبيرن روفرز (R1) أستون فيلا (R1) | &—               | كريستال بالاس بارنسلي بولتون واندررز                | تشارلتون أثليتيك ميدلزبره نوتينغهام فورست            | ديون دبلن مايكل أوين كريس سوتون             | (18)        |
| 1998–99   | مانتشستر يونايتد (5)  | مانتشستر يونايتد (GS) آرسنال (GS) تشيلسي (3Q)                       | ليدز يونايتد (R1)                                                  | &—               | نوتينغهام فورست بلاكبيرن روفرز تشارلتون أثليتيك     | سندرلاند برادفورد سيتي نادي واتفورد                  | جيمي فلويد هاسلبانك مايكل أوين دوايت يورك   | (18)        |
| 1999–2000 | مانتشستر يونايتد (6)  | مانتشستر يونايتد (GS) آرسنال (GS) ليدز يونايتد (3Q)                 | ليفربول (R1)                                                       | &—               | ويمبلدون شيفيلد وينزداي نادي واتفورد                | تشارلتون أثليتيك مانشستر سيتي إيبسويتش تاون          | كيفين فيليبس                                | (30)        |
| 2000–01   | مانتشستر يونايتد (7)  | مانتشستر يونايتد (GS) آرسنال (GS) ليفربول (3Q)                      | ليدز يونايتد (R1) إيبسويتش تاون (R1) تشيلسي (R1)                   | &—               | مانشستر سيتي كوفنتري سيتي برادفورد سيتي             | فولهام بلاكبيرن روفرز بولتون واندررز                 | جيمي فلويد هاسلبانك                         | (23)        |
| 2001–02   | آرسنال (2)            | آرسنال (GS) ليفربول (GS) مانتشستر يونايتد (3Q) نيوكاسل يونايتد (3Q) | ليدز يونايتد (R1)                                                  | &—               | إيبسويتش تاون ديربي كاونتي ليستر سيتي               | مانشستر سيتي وست بروميتش ألبيون برمنغهام سيتي        | تيري هنري                                   | (24)        |
| 2002–03   | مانتشستر يونايتد (8)  | مانتشستر يونايتد (GS) آرسنال (GS) نيوكاسل يونايتد (3Q) تشيلسي (3Q)  | ليفربول (R1)                                                       | &—               | وست هام يونايتد وست بروميتش ألبيون سندرلاند         | بورتسموث ليستر سيتي وولفرهامبتون واندررز             | رود فان نستلروي                             | (25)        |
| 2003–04   | آرسنال (3)            | آرسنال (GS) تشيلسي (GS) مانتشستر يونايتد (3Q) ليفربول (3Q)          | نيوكاسل يونايتد (R1)                                               | &—               | ليستر سيتي ليدز يونايتد وولفرهامبتون واندررز        | نورويتش سيتي وست بروميتش ألبيون كريستال بالاس        | تيري هنري                                   | (30)        |
| 2004–05   | تشيلسي (1)            | تشيلسي (GS) آرسنال (GS) مانتشستر يونايتد (3Q) إيفرتون (3Q)          | بولتون واندررز (R1) ميدلزبره (R1)                                  | &—               | كريستال بالاس نورويتش سيتي نادي ساوثهامبتون         | سندرلاند ويغان وست هام يونايتد                       | تيري هنري                                   | (25)        |
| 2005–06   | تشيلسي (2)            | تشيلسي (GS) مانتشستر يونايتد (GS) ليفربول (3Q) آرسنال (3Q)          | توتنهام هوتسبر (R1) بلاكبيرن روفرز (R1)                            | &—               | برمنغهام سيتي وست بروميتش ألبيون سندرلاند           | ريدينغ شيفيلد يونايتد نادي واتفورد                   | تيري هنري                                   | (27)        |
| 2006–07   | مانتشستر يونايتد (9)  | مانتشستر يونايتد (GS) تشيلسي (GS) ليفربول (3Q) آرسنال (3Q)          | توتنهام هوتسبر (R1) إيفرتون (R1) بولتون واندررز (R1)               | &—               | شيفيلد يونايتد تشارلتون أثليتيك نادي واتفورد        | سندرلاند برمنغهام سيتي ديربي كاونتي                  | ديديه دروغبا                                | (20)        |
| 2007–08   | مانتشستر يونايتد (10) | مانتشستر يونايتد (GS) تشيلسي (GS) آرسنال (3Q) ليفربول (3Q)          | إيفرتون (R1) توتنهام هوتسبر (R1) مانشستر سيتي (R1) TBA             | &—               | ريدينغ برمنغهام سيتي ديربي كاونتي                   | وست بروميتش ألبيون ستوك سيتي TBA                     | كرستيانو رونالدو                            | (31)        |
| 2008–09   | مانشستر يونايتد 11    | ليفربول تشيلسي آرسنال                                               | إيفرتون أستون فيلا                                                 | &—               | نيوكاسل يونايتد ميدلزبره وست بروميتش ألبيون         | وولفرهامبتون واندررز برمنغهام سيتي بيرنلي            | نيكولا أنيلكا                               | 19          |
| 2009–10   | تشيلسي 3              | مانشستر يونايتد آرسنال توتنهام هوتسبر                               | مانشستر سيتي أستون فيلا                                            | &—               | بيرنلي هال سيتي بورتسموث                            | نيوكاسل يونايتد وست بروميتش ألبيون بلاكبول           | ديدييه دروغبا                               | 29          |
| 2010–11   | مانشستر يونايتد 12    | تشيلسي آرسنال مانشستر سيتي                                          | توتنهام هوتسبر فولهام                                              | &—               | برمنغهام سيتي بلاكبول وست هام يونايتد               | كوينز بارك رينجرز نورويتش سيتي سوانزي سيتي           | ديميتار برباتوف كارلوس تيفيز                | 20          |
| 2011–12   | مانشستر سيتي 1        | مانشستر يونايتد آرسنال تشيلسي                                       | توتنهام هوتسبر نيوكاسل يونايتد                                     | &—               | بولتون واندررز بلاكبيرن روفرز وولفرهامبتون واندررز  | ريدينغ نادي ساوثهامبتون وست هام يونايتد              | روبين فان بيرسي                             | 30          |
| 2012–13   | مانشستر يونايتد 13    | مانشستر سيتي تشيلسي آرسنال                                          | توتنهام هوتسبر                                                     | &—               | ويغان ريدينغ كوينز بارك رينجرز                      | كارديف سيتي هال سيتي كريستال بالاس                   | روبين فان بيرسي                             | 26          |
| 2013–14   | مانشستر سيتي 2        | ليفربول تشيلسي آرسنال                                               | إيفرتون توتنهام هوتسبر                                             | &—               | نورويتش سيتي فولهام كارديف سيتي                     | ليستر سيتي بيرنلي كوينز بارك رينجرز                  | لويس سواريز                                 | 31          |
| 2014–15   | تشيلسي 4              | مانشستر سيتي آرسنال مانشستر يونايتد                                 | توتنهام هوتسبر ليفربول نادي ساوثهامبتون                            | &—               | هال سيتي بيرنلي كوينز بارك رينجرز                   | بورنموث نادي واتفورد نورويتش سيتي                    | سيرخيو أغويرو                               | 26          |
| 2015–16   | ليستر سيتي 1          | آرسنال توتنهام هوتسبر مانشستر سيتي                                  | مانشستر يونايتد نادي ساوثهامبتون وست هام يونايتد                   | &—               | نيوكاسل يونايتد نورويتش سيتي أستون فيلا             | بيرنلي ميدلزبره هال سيتي                             | هاري كين                                    | 25          |
| 2016–17   | تشيلسي 5              | توتنهام هوتسبر · مانشستر سيتي · ليفربول · مانشستر يونايتد           | آرسنال إيفرتون                                                     | &—               | سندرلاند ميدلزبره هال سيتي                          | نيوكاسل يونايتد برايتون أند هوف ألبيون هدرسفيلد تاون | هاري كين                                    | 29          |
| 2017–18   | مانشستر سيتي 3        | مانشستر يونايتد توتنهام هوتسبر ليفربول                              | تشيلسي آرسنال بيرنلي                                               | &—               | سوانزي سيتي ستوك سيتي وست بروميتش ألبيون            | وولفرهامبتون واندررز كارديف سيتي فولهام              | محمد صلاح                                   | 32          |
| 2018–19   | مانشستر سيتي 4 §      | ليفربول تشيلسي توتنهام هوتسبر                                       | آرسنال مانشستر يونايتد وولفرهامبتون واندررز                        | &—               | كارديف سيتي فولهام هدرسفيلد تاون                    | نورويتش سيتي شيفيلد يونايتد أستون فيلا               | بيير إيميريك أوباميانغ ساديو ماني محمد صلاح | 22          |
| 2019–20   | ليفربول 1             | مانشستر سيتي مانشستر يونايتد تشيلسي                                 | ليستر سيتي توتنهام هوتسبر                                          | &—               | بورنموث نادي واتفورد نورويتش سيتي                   | ليدز يونايتد وست بروميتش ألبيون فولهام               | جيمي فاردي                                  | 23          |
| 2020–21   | مانشستر سيتي 5        | مانشستر يونايتد ليفربول تشيلسي                                      | ليستر سيتي وست هام يونايتد                                         | توتنهام هوتسبر   | فولهام وست بروميتش ألبيون شيفيلد يونايتد            | نورويتش سيتي نادي واتفورد برينتفورد                  | هاري كين                                    | 23          |
| 2021–22   | مانشستر سيتي 6        | ليفربول تشيلسي توتنهام هوتسبر                                       | آرسنال مانشستر يونايتد                                             | وست هام يونايتد  | بيرنلي نادي واتفورد نورويتش سيتي                    | فولهام بورنموث نوتينغهام فورست                       | محمد صلاح سون هيونغ مين                     | 23          |
| 2022–23   | مانشستر سيتي 7 #      | آرسنال مانشستر يونايتد نيوكاسل يونايتد                              | ليفربول برايتون أند هوف ألبيون وست هام يونايتد&                    | أستون فيلا       | ليستر سيتي ليدز يونايتد نادي ساوثهامبتون            | بيرنلي شيفيلد يونايتد لوتون تاون                     | إيرلينغ هالاند                              | 36          |
| 2023–24   | مانشستر سيتي 8        | آرسنال ليفربول أستون فيلا                                           | توتنهام هوتسبر مانشستر يونايتد                                     | تشيلسي           | لوتون تاون بيرنلي شيفيلد يونايتد                    | ليستر سيتي إيبسويتش تاون نادي ساوثهامبتون            | إيرلينغ هالاند                              | 27          |
| 2024–25   | ليفربول 2             | آرسنال مانشستر سيتي تشيلسي نيوكاسل يونايتد توتنهام هوتسبر#          | أستون فيلا كريستال بالاس£                                          | نوتينغهام فورست  | ليستر سيتي إيبسويتش تاون نادي ساوثهامبتون           | ليدز يونايتد بيرنلي سندرلاند                         | محمد صلاح                                   | 29          |